# Eleição municipal de Caucaia em 2016
A eleição municipal da cidade brasileira de Caucaia em 2016 foi realizada em dois turnos. O primeiro aconteceu no dia 2 de outubro de 2016, e o segundo em 30 de outubro de 2016, com o objetivo de eleger um prefeito, um vice-prefeito e 23 vereadores responsáveis pela administração da cidade.
O atual prefeito era Washington Goes, do PDT, que estava terminando seu segundo mandato de forma consecutiva e não podia concorrer à reeleição. Seis candidatos concorreram à prefeitura de Caucaia. Como nenhum dos candidatos conseguiu a maioria absoluta dos votos, um segundo turno foi realizado, entre Naumi Amorim, do PMB, e Eduardo Pessoa, do PSDB. Com 54,23% dos votos válidos, Naumi Amorim foi eleito prefeito de Caucaia. Esta é a primeira vez que Caucaia elegeu um prefeito em um segundo turno, por ter mais de 200 mil habitantes.

## Candidatos
Nota: a tabela a seguir está organizada por ordem alfabética de candidatos.
| Prefeito(a)            | Prefeito(a) | Prefeito(a) | Vice-prefeito(a)      | Vice-prefeito(a) | Vice-prefeito(a) | Coligação | Nº |
| Candidato              | Partido     | Partido     | Candidato             | Partido          | Partido          | Coligação | Nº |
| ---------------------- | ----------- | ----------- | --------------------- | ---------------- | ---------------- | --- | -- |
| Baiano Ximenes         |             | REDE        | Jorge Rocha           |                  | REDE             | Sem coligação | 18 |
| Daniel Gadelha         |             | PSOL        | Jakeline Nunes        |                  | PSOL             | Sem coligação | 50 |
| Eduardo Pessoa         |             | PSDB        | Beto Martins          |                  | DEM              | "Caucaia de Mãos Limpa" (PSDB / DEM / PR / PPS / PSL / PTdoB)                                                                | 45 |
| Hipolito Indio "Potim" |             | PTC         | Coronel Amarilio Melo |                  | PEN              | "Mudança de Verdade com Gente da Cidade" (PTC / PEN / PRTB / PROS)                                                           | 36 |
| Naumi Amorim           |             | PMB         | Livia Arruda          |                  | PTB              | "Esperança de Um Novo Tempo" (PMB / PTB / PMDB / PT / PDT / PCdoB / PV / PSD / PRP / PMN / PHS / PSDC / Solidariedade / PPL) | 35 |
| Silvio Nascimento      |             | PP          | Antônio Costa         |                  | PTN              | "Caucaia nas Mãos do Povo" (PP / PTN / PRB)                                                                                  | 11 |

## Resultados

### Prefeito
| Candidato(a)           | Vice                        | 1º turno 2 de outubro de 2016 | 1º turno 2 de outubro de 2016 | 2º turno 30 de outubro de 2016 | 2º turno 30 de outubro de 2016 |
| Candidato(a)           | Vice                        | Votação                       | Votação                       | Votação                        | Votação                        |
| Candidato(a)           | Vice                        | Total                         | Percentagem                   | Total                          | Percentagem                    |
| ---------------------- | --------------------------- | ----------------------------- | ----------------------------- | ------------------------------ | ------------------------------ |
| Naumi Amorim (PMB)     | Livia Arruda (PTB)          | 75.316                        | 48,77%                        | 80.756                         | 54,23%                         |
| Eduardo Pessoa (PSDB)  | Beto Martins (DEM)          | 48.450                        | 31,38%                        | 68.149                         | 45,77%                         |
| Silvio Nascimento (PP) | Antônio Costa (PTN)         | 16.751                        | 10,85%                        | Não participou                 | Não participou                 |
| Potim (PTC)            | Coronel Amarilio Melo (PEN) | 11.523                        | 7,46%                         | Não participou                 | Não participou                 |
| Daniel Gadelha (PSOL)  | Jakeline Nunes (PSOL)       | 2.187                         | 1,42%                         | Não participou                 | Não participou                 |
| Baiano Ximenes (REDE)  | Jorge Rocha (REDE)          | 193                           | 0,12%                         | Não participou                 | Não participou                 |
| Total de votos válidos | Total de votos válidos      | 152 420                       | 84,52%                        | 148 905                        | 87,39%                         |
| Votos em branco        | Votos em branco             | 9 008                         | 5,00%                         | 5 471                          | 3,21%                          |
| Votos nulos            | Votos nulos                 | 18 904                        | 10,48%                        | 16 011                         | 9,40%                          |
| Total                  | Total                       | 180 332                       | 84,59%                        | 170 387                        | 79,93%                         |
| Abstenções             | Abstenções                  | 32 841                        | 15,41%                        | 42 786                         | 20,07%                         |

#### Gráficos
| Primeiro turno - Esquema Gráfico | Primeiro turno - Esquema Gráfico | Primeiro turno - Esquema Gráfico | Primeiro turno - Esquema Gráfico | Primeiro turno - Esquema Gráfico |
| -------------------------------- | -------------------------------- | -------------------------------- | -------------------------------- | -------------------------------- |
|                                  |                                  |                                  |                                  |                                  |
| Naumi Amorim                     | Naumi Amorim                     |                                  | 48,77%                           | 48,77%                           |
| Eduardo Pessoa                   | Eduardo Pessoa                   |                                  | 31,38%                           | 31,38%                           |
| Silvio Nascimento                | Silvio Nascimento                |                                  | 10,85%                           | 10,85%                           |
| Potim                            | Potim                            |                                  | 7,46%                            | 7,46%                            |
| Daniel Gadelha                   | Daniel Gadelha                   |                                  | 1,42%                            | 1,42%                            |
| Baiano Ximenes                   | Baiano Ximenes                   |                                  | 0,12%                            | 0,12%                            |
| Brancos e Nulos                  | Brancos e Nulos                  |                                  | 15,48%                           | 15,48%                           |
| Abstenções                       | Abstenções                       |                                  | 15,41%                           | 15,41%                           |

| Segundo turno - Esquema Gráfico | Segundo turno - Esquema Gráfico | Segundo turno - Esquema Gráfico | Segundo turno - Esquema Gráfico | Segundo turno - Esquema Gráfico |
| ------------------------------- | ------------------------------- | ------------------------------- | ------------------------------- | ------------------------------- |
|                                 |                                 |                                 |                                 |                                 |
| Naumi Amorim                    | Naumi Amorim                    |                                 | 54,23%                          | 54,23%                          |
| Eduardo Pessoa                  | Eduardo Pessoa                  |                                 | 45,77%                          | 45,77%                          |
| Brancos e Nulos                 | Brancos e Nulos                 |                                 | 12,61%                          | 12,61%                          |
| Abstenções                      | Abstenções                      |                                 | 20,07%                          | 20,07%                          |

### Vereadores eleitos
Foram eleitos 23 vereadores para compor a Câmara Municipal de Caucaia.
| Candidato(a)       | Partido       | Votação     | Votação |
| Candidato(a)       | Partido       | Porcentagem | Total   |
| ------------------ | ------------- | ----------- | ------- |
| Natécia Campos     | PMB           | 3,66%       | 6.037   |
| Mersinho           | PSD           | 3,23%       | 5.329   |
| Neto do Planalto   | PMB           | 2,12%       | 3.491   |
| Dona Célia         | PCdoB         | 2,03%       | 3.341   |
| Emilia Pessoa      | PSDB          | 1,80%       | 2.974   |
| Germana Sales      | PMB           | 1,80%       | 2.972   |
| Ricardo Cordeiro   | PMB           | 1,71%       | 2.822   |
| Kiko do Cazuza     | PMB           | 1,64%       | 2.698   |
| João Andrade       | PRB           | 1,62%       | 2.670   |
| Weibe Tapeba       | PT            | 1,60%       | 2.641   |
| Pastor Dalmacio    | PPS           | 1,46%       | 2.404   |
| Irenilde Fortunato | Solidariedade | 1,37%       | 2.251   |
| Léo do Zé Almir    | PRP           | 1,32%       | 2.179   |
| Ratinho Cabral     | PTdoB         | 1,18%       | 1.950   |
| Mickaue            | PR            | 1,16%       | 1.910   |
| Eneas Goes         | PTC           | 1,14%       | 1.884   |
| Priscila Menezes   | PRP           | 1,11%       | 1.824   |
| Evandro Maracuja   | PR            | 1,09%       | 1.796   |
| Lauro Arruda       | PTC           | 1,05%       | 1.731   |
| Fabio Herlandio    | Solidariedade | 1,05%       | 1.727   |
| Jorge Luis         | PROS          | 0,97%       | 1.597   |
| Fernando do Picuí  | Solidariedade | 0,90%       | 1.488   |
| Dimas              | PTdoB         | 0,79%       | 1.303   |